# エジプト第26王朝

エジプト第26王朝

新アッシリア帝国滅亡後のオリエント四大国。この当時のエジプトが第26王朝。

エジプト第26王朝（エジプトだい26おうちょう、紀元前664年 - 紀元前525年）は、第3中間期、または末期王朝時代の古代エジプト王朝。アッシリアがエジプトを征服した後、エジプトの管理を委ねられたサイスの王家による王朝を指す。このためサイス朝と呼ばれることもある。後にアッシリアの弱体化に乗じて独立を達成し、オリエントの四大国 の1つとして大きな影響力を発揮した。美術面ではサイス・ルネサンスと呼ばれる古王国を手本とした伝統回帰の動きが見られた。新王国時代以降衰退していたエジプトに短期間ながらかつての栄華を甦らせたが、最後は新たにオリエント世界の覇者として現れたアケメネス朝の侵攻を受けてその支配下に入った。

## 歴史
第26王朝の王家は、歴代の王名などから元来はリビア系であり、かつてサイスを拠点に下エジプトを支配した第24王朝の王家に連なる一族であったと推定されている。マネトの記録では、第26王朝の最初の王はエチオピア人アンメリス（英語: Ammeris the Nubian）であると記されているが、彼は第24王朝最後の王バクエンレネフ（古代ギリシャ語：Bocchoris、ボッコリス）が第25王朝（クシュ）の王シャバカ（サバコン）に敗れ第24王朝が崩壊した後、シャバカによって任命された知事であろう。
同じくマネトの記録でアンメリスの次の王とされるのはステフィナテス（テフナクト2世）であり、前述の通り第24王朝の王家の一族であったと考えられている。ステフィナテスと、それに続くネケプソス（ネカウバ）の時代にはサイスの支配を取り戻していたが、第25王朝に何らかの形で従属していたものと考えられる。しかし、オリエントで勢力を拡張し続けるアッシリアがエジプトに侵攻してきたために大きなチャンスが到来した。

### アッシリアのエジプト支配とサイスの王家
紀元前7世紀前半には既にオリエント世界最大の勢力となっていたアッシリアは、紀元前671年にエサルハドン王の下でエジプトに侵入した。第25王朝の王タハルカは戦いに敗れ根拠地であるヌビアへと追われアッシリアのエジプト支配が始まった。当時サイスを支配していたネコ1世（ネカウ1世）と、その息子プサメティコス1世（プサムテク1世）はアッシリアによってエジプトの管理を任され、それぞれ「サイスの王」、「アトリビスの王」という地位を承認された。
一方敗れた第25王朝ではタハルカの後継者タヌトアメンが体制を建て直し、紀元前664年に失地回復を目指して北上した。ネコ1世はアッシリアの従属王としてタヌトアメンと戦い、敗れて殺されたと見られる。ヘロドトスの『歴史』が伝えるところによれば、プサメティコス1世もアッシリアへの亡命を余儀なくされたと言う。しかしアッシリア王アッシュールバニパルの再度の遠征で同年中にタヌトアメンが撃破され、第25王朝が終了すると、プサメティコス1世は再び王の地位を保証された。これをもって第26王朝の成立と見なされ、アッシリアの庇護の下でその勢力を確実なものとしていくことになる。

### 青銅の人間と『歴史』
プサメティコス1世の治世以降については、ヘロドトスの『歴史』に詳しい記録が残されている。ヘロドトスによればプサメティコス1世が王位についた頃、彼は他の下エジプトの支配者達と対立し、侮辱を受けた上に沼沢地帯へと追いやられた。彼らへの報復を望んだプサメティコス1世は、その方法を求めてプトの町のレートーの宣託所に使者をやったところ、「青銅の男子らが海より出現する時、報復は遂げられん。」と言う神託が下った。プサメティコス1世は「青銅の人間」が自分を助けに来ると言うこの予言を不信の念を持って受け止めたが、間もなくイオニア系ギリシア人とカリア人の一隊が、略奪目的の遠征中にエジプトに漂着するという事件が起きた。彼らは上陸地点でやはり略奪を働いたが、青銅製の武具で武装していた。このような武装を見たことがなかったエジプト人は、沼沢地帯のプサメティコス1世の下で、「青銅の人間が現れて平野を荒らしております。」と報告し、これを聞いたプサメティコス1世は神託が実現したことを悟り、ギリシア人とカリア人達に莫大な報酬を約束して自軍に引き入れた。そして彼らの助けを得て、下エジプトの他の支配者達を撃破し、これを統一することに成功した。
ギリシア人とカリア人達はその後恩賞を受け取り、ナイル川のペルシウム支流の「陣屋」に居住させられたが、後にイアフメス2世によってメンフィスに移され、王の護衛隊とされた。そしてギリシア人達は彼らによって、その後のエジプトの歴史を知ることができたのだと言う。
我々ギリシア人がプサンメティコス王以降後代にわたってエジプトに起こった事件を全て詳細に知っているのは、エジプトに定住した彼らと我々が交渉を持つに至ったからに他ならない。実際エジプト人と言語を異にする者でエジプトに永住したのは彼らが最初で、彼らが立ち退く以前に居住していた地域には船渠や住居遺跡が私の時代まで残っていた。

### エジプトの自立
ヘロドトスの記すプサメティコス1世と下エジプトの支配者達との戦いは、アッシリアの宗主権下において行われたものであり、反アッシリア勢力の統制という面も持ち合わせていたが、ともかくも下エジプトにおける支配が確立された。その後、彼は上エジプトのテーベに対しても自らの権威を承認させることに成功した。第25王朝時代よりテーベの長官の地位にあったメンチュエムハトはプサムテク1世の娘ニトクリスが、将来「アメンの聖妻」の地位に着くことを受け入れたことが端的にそれを示している。
こうして国内における支配を確立したプサメティコス1世は、新王国の行政制度を手本とした内政改革に取り掛かった。しかしその称号は古王国風のものが採用され、意識的に「過去の栄光」が追求された。こうした支配者の傾向は美術品にも強く影響し、古王国や中王国風の様式を手本とした復古的な美術様式が形成された。こうした動きは「サイス・ルネサンス」と呼ばれ、この時期に作成された彫像やレリーフの中には、時に現代の学者が古王国時代に作成されたものか第26王朝時代のものか、判別に困難を感ずるほどのものもある。
そしてオリエントにおけるアッシリアの勢力が縮小に転じたことによって、紀元前653年頃までにはその宗主権下から離脱した。そしてシリア方面への勢力拡大を図った。ヘロドトスの記録によれば、プサメティコス1世はアシュドドを29年間かけて陥落させた（en:Fall of Ashdod）。一方でこの頃オリエントに侵入したスキタイ人がシリア地方に入ると、プサメティコス1世は「贈り物と泣き落としで」彼らの攻撃を回避したとも言う。

### アッシリアの滅亡
一方でアッシリアではアッシュールバニパル王の治世末期頃から急速に弱体化した。東方ではイラン高原を中心としたメディア が勢力を増しつつあり、紀元前625年頃までにはバビロニア総督ナボポラッサルもアッシリアに反旗を翻して独自の王国を築いた（新バビロニア）。メディアと新バビロニアは同盟を結んでアッシリアを攻撃し、これを破って首都ニネヴェを始めとした中心地帯を制圧する勢いを見せた。
プサメティコス1世はこの事態に対し、かつての支配者アッシリアを助ける道を選び、紀元前616年にはシリアへ出兵して新バビロニア軍と干戈を交えた。しかし大勢は変わらず、間もなくメディアと新バビロニアの連合軍によってアッシリアの首都ニネヴェが陥落、アッシリア貴族であったアッシュール・ウバリト2世がハランへと逃れた。
紀元前610年にプサメティコス1世が没すると、息子のネコ2世が王位を継承し、なおもアッシリアへの支援を続け、シリアへの再度の出兵に踏み切った。彼は途中でユダ王ヨシヤを殺し、パレスチナを通過してハランのアッシュール・ウバリト2世と合流したが、新バビロニア軍との戦いに敗北して退却を余儀なくされ、ここにアッシリアが滅亡した（紀元前609年）。
アッシリアの救出に失敗したネコ2世はシリア地方で覇権を確立するべく策動したが、アッシリアを破った新バビロニア王ナボポラッサルは息子のネブカドネザル2世に命じてシリアのエジプト軍を攻撃した。エジプトと新バビロニアのシリアにおける戦いは数年間続いたが、ユダ王国を破り（メギドの戦い (紀元前609年)）、遂に紀元前605年、カルケミシュの戦いでエジプト軍は決定的な敗北を蒙り、ネコ2世のシリア政策は完全に頓挫した。ネブカドネザル2世が余勢を駆ってエジプトにまで進軍してきた時にはこれを撃退することに成功したものの、以後シリア地方での軍事活動を行うことはできなかった。

### シリアとリビアでの敗北

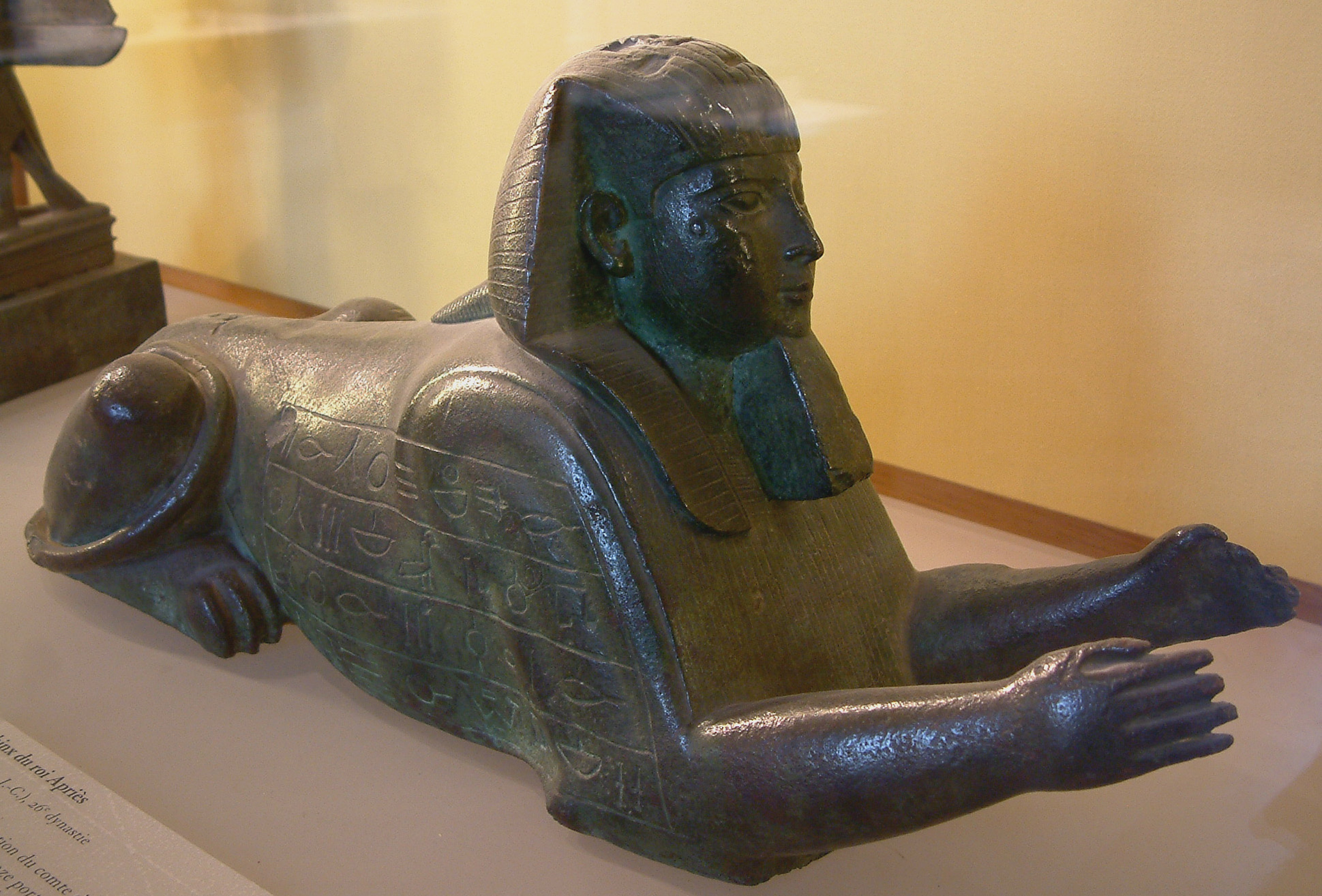
アプリエス王が作らせたスフィンクス像。ルーブル美術館収蔵。

アッシリア滅亡後のオリエント世界で勢威を振るったのはエジプト、新バビロニア、メディア、そしてアナトリア半島のリュディアという四つの大国であった。エジプトにとって他の三ヵ国のうち最も憂慮すべき相手は国境を隣接する新バビロニアであり、ネコ2世が敗北した後もシリアを巡る戦いが繰り返されることになる。

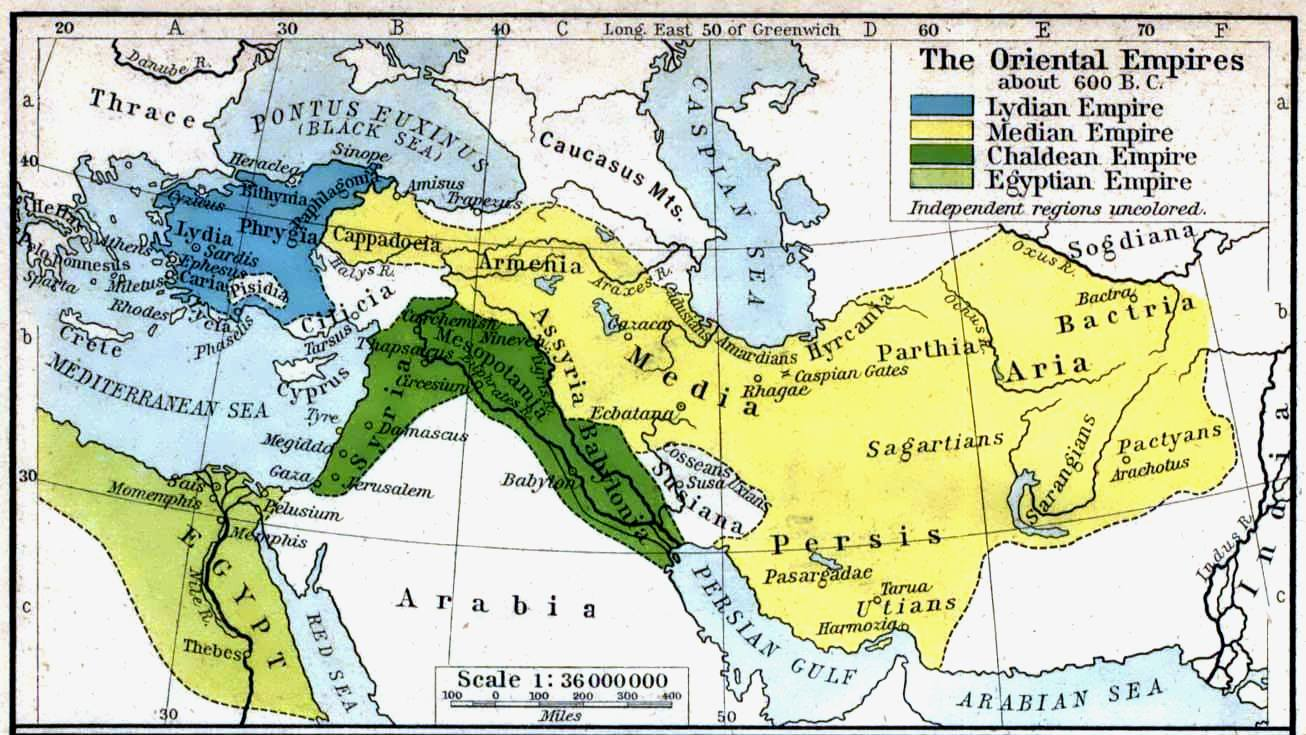
新バビロニアとリュディア、メディア、エジプトの四大国

ネコ2世の死後、紀元前595年に王位を継いだプサメティコス2世（プサムテク2世）の治世は短く、ヘロドトスの伝えるヌビア遠征 以外の業績は不明であるが、彼は新バビロニアとの戦いは避けていたと考えられる。
しかし次のアプリエス（ウアフイブラー）の時代には再びシリア地方で新バビロニアと衝突した。ユダ王国は新バビロニアに制圧された後も、エジプトとの緩衝国の役割を期待され従属王国として存続していた。しかしこの従属に反対するユダ王国の主戦派が主導権を握り、紀元前588年新バビロニアからの離反を目指す動きを見せると、アプリエスはこれに対する支援を約した。ネブカドネザル2世はすばやくユダ王国への出兵に取り掛かり、紀元前587年には首都エルサレムを包囲した。アプリエスは直ちに救援軍を派遣し、エルサレム近郊で新バビロニア軍と戦ったが敗れ去り、エルサレムも陥落してユダ王国は完全に滅亡した。
シリアで敗北したアプリエスは、その後も軍事面での失敗を続け求心力を低下させていく。シリアでの敗北の後、リビアの植民市キュレネにギリシア人が大挙移住すると言う事件が起きた。このために周辺のリビア人と軋轢が強まり、リビア人の王アディクランはアプリエスに支援を求めてきた。アプリエスはキュレネに向け大軍を派遣したが、テステの泉付近の戦いで壊滅的な損害を受けて退却に追い込まれた。

### 反乱と簒奪
リビアから生還したエジプト兵達は、アプリエス王が勝つ見込みがないのを知りながら故意に出兵に踏み切ったものであるとして反乱を起こした。アプリエスは兵士達の反乱を説得によって鎮めようと試み、ヌビア遠征で頭角を現していたイアフメス2世（アマシス2世、アモシスとも）を派遣した。イアフメス2世は反乱兵達と交渉を重ねたが、反乱兵達はイアフメス2世に対し、自分達がアプリエスよりもイアフメス2世の方をこそ王として相応しいと考えていることを伝えると、イアフメス2世はそれに乗って王を名乗り反乱側に寝返ったのであった。
イアフメス2世が反乱側についたことが知れると、アプリエスの人事上の失策 も手伝って多くのエジプト人がイアフメス2世側に付いた。このためアプリエスはイオニア系ギリシア人とカリア人の傭兵を中心とした軍を持って反乱討伐に向かい、モメンピス（現：メヌフ）の町でイアフメス2世の軍勢と戦った。アプリエスの傭兵達は勇敢に戦ったが、数が劣ったために敗北を喫し、アプリエスはイアフメス2世に捕らえられた。そしてアプリエスは処刑され、その遺体は歴代の王達と同じように王に相応しい礼式に則って埋葬された。
こうしてイアフメス2世が王位を簒奪することに成功し、以後40年以上にわたってエジプトを統治することになる。

### イアフメス2世
ヘロドトスの『歴史』には、イアフメスの人格や政策が詳細に記録されている。その記述に従うと、元来イアフメス2世はシウプという町の平民の出であり、若い頃より酒好きで悪ふざけを好み、しばしば盗みを働いて逮捕されるなどしていたという。王位についた後もこの性分は改まらず、朝のうちは政務に勤しむが、その後は酒を飲みふざけ散らしていた。王のこのような振る舞いを心配した臣下達は王を諫めたが、イアフメス2世はまるで聞く耳を持たなかった。以下は『歴史』第2巻173節に記された臣下とイアフメス2世のやり取りである。訳文は松平千秋のそれに従う。
「王よ、あまりにも下賎な振舞いをなされるのは、国王としての御身を律せられる正しい仕方ではありますまい。王様にはいかめしい玉座にいかめしくお座りになって、終日政務をお執りになることこそ似つかわしいのでありまして、かくてこそエジプト臣民も偉大な統治者を戴いていることを自覚いたしましょうし、王様の御評判も良くなるに相違ありません。現在のようななさられ方は、決して帝王に相応しいことではありません。」
「弓を所持するものは、これを用いる必要のある時は引き絞るが、使い終わればゆるめておくものじゃ。弓というものはいつも張ったままにしておけば折れてしまい、肝心な時に物の用に立たぬようになる。人間の在り方もこれと同じことじゃ。常時謹厳に徹せんとのみ心掛け、時にはくつろいで遊ぶという気持がなくば、本人も気付かぬ内に乱心したり呆けたりすることにもなろう。予はこの理を心得ているが故に、両者をほどよく使い分けているのだ。」
実際に当初はイアフメス2世が平民であることを理由に、エジプト人は彼を軽んじたと言う。しかし彼は次第に周囲の支持を獲得することに成功した。ヘロドトスによれば、イアフメス2世の治世下においてエジプトは空前の繁栄を迎えたと言う。彼は各地で熱心に建築活動を行う一方、ナウクラティスに移住したギリシア人達に商業上の特権を与えて対外貿易の拡張を図った。また、ギリシア贔屓であり、デルフォイのアポロン神殿が火事で崩壊した際には多額の再建費用を提供したとも伝えられる。そして対外的にもキプロスを服属させることに成功し、新バビロニアとも一時的な衝突はあったものの関係改善に成功して国境を安定させた。

### アケメネス朝のエジプト征服
イアフメス2世の治世末期頃からオリエント世界の政治情勢は激変を迎えることになる。それはアケメネス朝の出現であった。アケメネス朝はペルシア帝国とも呼ばれ、かつてはメディアに従属していた小王国であったが、キュロス2世の時代にメディアから離反し、逆にこれを併呑した（紀元前550年）。
この事態に対し、イアフメス2世は当時の新バビロニア王ナボニドゥス、リュディア王クロイソスらとともに同盟を結んで対応した。しかし、数年のうちに新バビロニアもリュディアもキュロス2世によって滅ぼされてしまい、エジプトへの侵攻も時間の問題であった。キュロス2世がカスピ海地方での戦いに忙殺され、マッサゲタイ人との戦いによって戦死した（紀元前530年）ために、エジプトへのアケメネス朝の進軍はかなり後のことになったが、キュロス2世の後継者カンビュセス2世は紀元前526年末、もしくは翌年の初頭にはエジプト遠征を開始した。
イアフメス2世はこれに対抗するために戦争準備に奔走し、サモスの僭主ポリュクラテスとの同盟が結ばれた。しかしポリュクラテスは敵が接近するとアケメネス朝側に寝返り、さらにイアフメス2世自身も戦いの直前（恐らく紀元前526年末）に歿し、息子のプサメティコス3世（プサムテク3世）が王位を引き継いだ。翌年、プサメティコス3世はやはりイオニア系ギリシア人とカリア人の傭兵を主力とする部隊を率いてナイル川のペルシウム河口に布陣、ペルシア軍と相対したが完敗を喫しメンフィスへと後退した（ペルシウムの戦い）。
この時点でプサメティコス3世の下にカンビュセス2世から降伏を勧告する使者が送られてきたが、プサメティコス3世は使者を殺害して篭城した。そしてメンフィスで最後の戦いが行われ、エジプトの敗北に終わった。プサメティコス3世はカンビュセス2世の下に引き出され詰問と侮辱を受けたものの、その受け答えの立派さに感銘を受けたカンビュセス2世はプサメティコス3世を処刑せずにおくことにしたのであった。
しかしプサメティコス3世は到底従属王の地位に満足せず、叛乱を企画したために処刑され、第26王朝は終焉を迎えた。

## 歴代王

### マネトーの記述
マネトの記録によれば、第26王朝の歴代王は以下の通りとなる（括弧内は対応すると考えられる同時代史料に登場する王名である）。マネトは第26王朝の歴代王一覧を、第25王朝の臣下としてサイスを治めていたと推測される時代に遡って始めている。
- アンメリス
- ステフィナテス （テフナクト2世（英語版））
- ネケプソス （ネカウバ）
- ネカオ （ネコ1世）
- プサメティコス （プサメティコス1世）
- ネカオ （ネコ2世）
- プサンムティス （プサムテク2世（英語版））
- ウアフリス （ウアフイブラー（英語版））
- アモシス （イアフメス2世）
- プサンメケリテス （プサムテク3世）

### ヘロドトスの記述
また、第26王朝についてはヘロドトスによる詳細な記録が残されている。彼の記している第26王朝の王名と歴代の王名の対応は以下の通りである。
- ネコス （ネコ1世）
- プサメティコス （プサメティコス1世）
- ネコス （ネコ2世）
- プサンミス （プサムテク2世（英語版））
- アプリエス（英語版） （ウアフイブラー）
- アマシス （イアフメス2世）
- プサンメニトス （プサムテク3世）

### 復元された王統
次に、同時代史料に登場する歴代王と、その先祖であるサイス侯時代の当主の一覧を記す。王名は原則として「即位名（上下エジプト王名）・誕生名（ラーの子名）
」の順で記し、その他広く通用している王名を括弧内に記す。在位年は参考文献『ファラオ歴代誌』の記述に基づく。
- 州侯時代
  - アンメリス(前715年/713年頃 - 前695年頃)
  - テフナクト2世(前695年頃 - 前688年頃)
  - ネカウバ(前678年頃 - 前672年頃)
  - ネコ1世(前672年頃 - 前664年頃)
- 王朝時代
  - ウアフイブラー・プサムテク1世（プサメティコス1世 前664年 - 前610年）
  - ウアフエムイブラー・ネカウ2世（ネコ2世 前610年 - 前595年）
  - ネフェルイブラー・プサムテク2世（英語版）（プサメティコス2世 前595年 - 前589年）
  - ハアイブラー・ウアフイブラー（英語版）（アプリエス 前589年 - 前570年）
  - クネムイブラー・イアフメス2世（アマシス 前570年 - 前526年）
  - アンクカエンラー・プサムテク3世（プサメティコス3世 前526年 - 前525年）

## 注
1. ↑  エジプト以外の3大国は、リュディア王国、メディア王国、新バビロニア王国。
2. ↑  参考文献『考古学から見た古代オリエント史』注釈p108の記述による。
3. ↑  『歴史』第2巻150節 - 152節。以下『歴史』の記述を多用するが、ヘロドトスの叙述がどの程度信頼できるかについては議論があり、単純に全てを史実であるとすることはできない
4. ↑  『歴史』第2巻154節
5. ↑  無論、当時のエジプト人が意識するとしないとに関わらず、活発な対外交渉の結果として異文化の影響も著しかった。
6. ↑  『歴史』第2巻157節
7. ↑  『歴史』第1巻105節
8. ↑  メディア人はペルシア人などと同じくインド・ヨーロッパ語族の言語を話した人々。メディア人に関する歴史も、ヘロドトスの記録が中心となる。
9. ↑  カルデア王国とも言う。新バビロニアと言う呼称は、紀元前18世紀頃の古バビロニアと区別した呼称である。
10. ↑  ネコ2世がユダ王ヨシヤを殺害したと言う旧約聖書の記述は、説明が不明瞭で詳細がよくわかっていない。大まかなまとめについては参考文献『聖書時代史 旧約編』p161 - 162を参照。
11. ↑  ちょうどこの頃、ヌビアの中心はかつてのナパタからメロエへと移っている。これをプサメティコス2世の遠征と関連付けて考える学者もいる。
12. ↑  『歴史』第2巻161節
13. ↑  ヘロドトスの記述を信ずるならば、アプリエスはパタルベミスという部下に対し、イアフメス2世を降伏させてつれてくるように指示したが、パタルベミスがそれを果たせず一人で帰ってきたことに怒り彼の鼻と耳をそぎ落とさせた。これを見たエジプト人の重臣達はイアフメス2世の下へと走ったと言う。